# هان هه سوک
هان هه سوک (کره‌ای: 한혜숙؛ زادهٔ ۲۰ اوت ۱۹۵۱) بازیگر اهل کره جنوبی است. او برندهٔ جایزه بزرگ در جوایز درامای اس‌بی‌اس ۲۰۰۶ به خاطر ایفای نقش در بهشت عزیز شد.

## فیلم‌شناسی
گزیده فیلم‌شناسی
- پادشاه و ملکه (۱۹۹۸)
- افسانه افسونگر (۲۰۰۲)
- رؤیاهای شیشه‌ای (۲۰۰۹)